# Allison Crowe
Allison Crowe, född 16 november 1981 i Nanaimo, Kanada, är en kanadensisk singer-songwriter, gitarrist och pianist.

## Diskografi
- 2003 - Lisa’s Song + 6 Songs
- 2003 - Tidings: 6 Songs for the Season
- 2004 - Secrets
- 2004 - Tidings
- 2005 - Allison Crowe:Live at Wood Hall
- 2006 - This Little Bird
- 2008 - Little Light